# 中内蝶二
中内 蝶二（なかうち ちょうじ、1875年5月5日 - 1937年2月19日）は、日本の小説家、劇作家、ジャーナリスト、作詞家である。本名は中内 義一（なかうち ぎいち）。

## 人物・来歴
1875年（明治8年）5月5日、高知県に「中内義一」として生まれる。
旧制・東京帝国大学（現在の東京大学）を卒業し、博文館に入社し、その後、『萬朝報』の記者となった。戯曲『大尉の娘』は、1923年（大正12年）、井上正夫、初代水谷八重子が演じ、評価を得た。同作は、八重子の当たり役となり、「八重子十種」の演目のひとつとなった。
新派のための戯曲のほか、小説を執筆し、長唄の作詞も手がけている。
1937年（昭和12年）2月19日に死去した。満61歳没。

## 著書
大抵は国立国会図書館デジタルコレクションで公開されている。
- 『藻かり舟』久保天随共著 鐘美堂 1900年（義一名義）
- 『旭将軍』少年史譚　文武堂、1902年
- 『大石良雄』少年武士道史伝、国光社、1903年
- 『支那哲学史』博文館 1903年（義一名義）
- 『世界文豪傳』文光堂　1905年　秀才文壇 臨時増刊
- 『青年の活力』青年修養叢書、参文舎、1907年（義一名義）
- 『美文の作法』作法叢書、修文館、1908年
- 『新俳句自在』二松堂書店、1916年
- 『俳句と文章　日日作例』日本書院、1918年
- 『俳句の作りかた』日本書店　1919年
- 『みなし児』講談社、1919年
- 『千代見草 御大典記念新曲』法木書店、1928年
- 『剣豪近藤勇 近藤勇と加納惣三郎の巻・新選組阿修羅道の巻』平凡社、1928年 - 1929年
- 『日本俗曲通』通叢書 第9巻、四六書院、1930年
- 『都の栄 大東京記念新曲』法木書店、1933年

### 翻訳/校訂
- グレゴール・サマロフ『日露戦争未来之夢』博文館、1904年
- 『赤穂義士参考内侍所』今古文学、鍾美堂、1911年
- 十返舎一九『東海道中膝栗毛』今古文学 鍾美堂、1911年
- 『通俗呉越軍談』今古文学、鍾美堂、1911年
- 曲亭馬琴『椿説弓張月』今古文学 鍾美堂、1911年
- 『通俗漢楚軍談』今古文学、鍾美堂、1911年
- 『大久保武蔵鐙』今古文学、鍾美堂、1911年
- 『増補柳荒美談』今古文学、鍾美堂、1911年
- 『慶安太平記』今古文学、鍾美堂編輯部、鍾美堂、1911年
- 『日蓮上人一代記』今古文学、鍾美堂、1911年
- ゲエテ『ファウスト』世界文芸叢書チヨイスシリーズ、鍾美堂書店、1914年
- シェイクスピア『ヴェニスの商人』鍾美堂書店　1914　世界文藝叢書 チヨイス・シリーズ
- 柳亭種彦『新訳　偽紫田舎源氏』名作人情文庫刊行会、1920年
- 為永春水『新訳　梅ごよみ』名作人情文庫刊行會、1920年

### 編纂
- 『伊東案内記』文泉堂、1911年
- 『文章俳句大観 三百六十五日』日本書院、1926年
- 『大日本百科全集』第13 娯楽大全、誠文堂、1927年
- 『日本音曲全集』全15巻、田村西男共編、日本音曲全集刊行会、1927年 - 1928年
- 『大衆日本音曲全集』田村西男共編、誠文堂新光社、1937年

## フィルモグラフィ
映画化一覧。すべて原作。
- 『二人少将』 : 監督不明、M・パテー商会、1911年
- 『大尉の娘』 : 監督井上正夫、小林商会、1917年
- 『大尉の娘』 : 監督野村芳亭、松竹蒲田撮影所、1924年
- 『大尉の娘』 : 監督井上金太郎、マキノ・プロダクション御室撮影所、1927年
- 『大尉の娘』 : 監督落合浪雄、発声映画社大森撮影所、1929年
- 『大尉の娘』 : 監督野淵昶、松竹興行現代劇部・芸術座・新興キネマ東京撮影所、1936年

## 註
1. 1 2 3 4 5 6 7  中内蝶二、『講談社 日本人名大辞典』、講談社、コトバンク、2009年12月1日閲覧。
2. 1 2  大尉の娘、劇団新派、2009年12月1日閲覧。